# Sylvain Vallée
Pour les articles homonymes, voir Vallée (homonymie).
Sylvain Vallée est un auteur de bande dessinée, scénariste et illustrateur français, né le 28 juin 1972 à Sannois (Val-d'Oise).

## Biographie
Diplômé en « Arts graphiques et bande dessinée » de l’Institut Saint-Luc de Bruxelles, il commence sa carrière comme illustrateur indépendant en publicité et dessinateur de presse. Il est l'auteur de plusieurs illustrations, proposées sous forme d'affiches et inspirées de films comme Les Tontons flingueurs, Un taxi pour Tobrouk, La Traversée de Paris, Un singe en hiver. En 1997, il scénarise et dessine son premier album, L’Écrin, qui paraît également aux éditions Le Cycliste.
La même année, il rencontre Jean-Charles Kraehn qui lui propose de collaborer à la série Gil Saint-André. Il en assure le dessin à partir du troisième tome et réalise les cinq tomes suivants.
De 1997 à 2001, il participe au Festival de bande dessinée de Laval pour lequel il réalise plusieurs scénographies d'expositions d'originaux autour de l'univers d'auteurs de BD (Mézières, Margerin, Coyote, Plessix, Joubert...). Il est également l'un des initiateurs du festival de Bande Dessinées de Château-Gontier (53).
En 2006, il crée avec Fabien Nury la série Il était une fois en France, retraçant de façon romancée la vie de Joseph Joanovici. Cette série de six tomes, toujours aux éditions Glénat, obtient un succès critique et public avec plus d'un million et demi d'exemplaires vendus. La série a été traduite en quinze langues. Entre autres récompenses, Il était une fois en France reçoit en 2011 le prix de la meilleure série au Festival international de la BD d'Angoulême.
En 2014, Sylvain Vallée réalise le 7e XIII Mystery, dérivé de la série XIII créée par Jean Van Hamme et William Vance, traitant du personnage de Betty Barnowsky, sur scénario de Joël Callède, et publié par les éditions Dargaud.
L'année suivante, en 2015, le festival BD Quai des Bulles de Saint Malo, lui remet le Grand prix Quai des bulles. Il réalisera l'affiche de l'édition 2016 du festival.
De 2017 à 2019 paraissent chez Dargaud les trois tomes de Katanga, récit de fiction sur fond de guerre de sécession de cette province congolaise en 1960. Mise en scène et dessinée par Sylvain Vallée, et écrit par Fabien Nury, cette série de 3 volumes est un nouveau succès public (plus de 250 000 exemplaires vendus) et critique,,,,. La série a été traduite dans plus de dix langues.
En 2019, toujours à la mise en scène et aux dessins, il entame une nouvelle collaboration avec le scénariste d'audiovisuel Mark Eacersall qui donne lieu à la publication en septembre 2021 aux éditions Glénat de son premier roman graphique intitulé Tananarive, qui touchera son public à hauteur de 100 000 exemplaires et sera le coup de coeur de nombreux libraires,, et chroniqueurs.
En 2024, il réalise, en co-scénarisation avec le romancier Jacky Schwartzmann, un récit en deux volumes intitulé Habemus Bastard, dont il assure également la mise en scène, l'adaptation et les dessins. Les deux tomes de ce polar au ton de comédie publié aux éditions Dargaud, vendu à 150 000 exemplaires, et salué par la critique,,,, est un nouveau succès public pour l'auteur.

## Œuvre

### Séries et One-shots
- À ce soir, Chérie !, recueil d'histoires courtes, scénario et dessin, Association "Oh, la vache !", 1996

- L'Écrin, scénario et dessin, Éditions Le Cycliste, 1997

- Et vous trouvez ça drôle ?, recueil de dessins de presse, Le Courrier de la Mayenne, 1999

- Gil Saint-André, avec Jean-Charles Kraehn (scénario) et Patricia Jambers (couleurs), Éditions Glénat

1. Le Fugitif, mai 1999 (ISBN 2-7234-2744-7)
2. Le Chasseur, octobre 2000 (ISBN 2-7234-3130-4)
3. Enquêtes Parallèles, septembre 2001 (ISBN 2-7234-3451-6)
4. Sœur De Larmes, mai 2003 (ISBN 2-7234-3951-8)
5. Prisonnières, septembre 2004 (ISBN 2-7234-4427-9)
6. Sacrifices, mai 2006 (ISBN 2-7234-5111-9)

- Il était une fois en France, avec Fabien Nury (scénario) et Delf (couleurs), Éditions Glénat

1. L'Empire de Monsieur Joseph, septembre 2007  (ISBN 978-2-7234-5580-0)
2. Le Vol Noir Des Corbeaux, septembre 2008  (ISBN 978-2-7234-6183-2)
3. Honneur et Police, octobre 2009  (ISBN 978-2-7234-6873-2)
4. Aux armes, citoyens !, octobre 2010  (ISBN 978-2-7234-7716-1)
5. Le petit juge de Melun, octobre 2011  (ISBN 978-2-7234-8358-2)
6. La Terre Promise, octobre 2012  (ISBN 978-2-7234-8499-2)

- XIII Mystery, Éditions Dargaud

1. Betty Barnowsky, avec Joël Callède (scénario) et Bérengère Marquebreucq (couleurs), juin 2014 (ISBN 978-2-5050-6123-6)

- Katanga, avec Fabien Nury (scénario) et Jean Bastide (couleurs), Éditions Dargaud

1. Diamants, mars 2017  (ISBN 978-2-2050-7455-0)
2. Diplomatie, novembre 2017  (ISBN 978-2-2050-7687-5)
3. Dispersion, janvier 2019  (ISBN 978-2-2050-7794-0)

- Tananarive, avec Mark Eacersall (scénario), et Delf (couleurs), Éditions Glénat, septembre 2021  (ISBN 978-2-3440-3839-0)

- Habemus Bastard, co-scénarisation et dessin, avec Jacky Schwartzmann (co-scénariste), et Elvire De Cock (couleurs), Éditions Dargaud, 2024

1. Tome 1/2 L'être nécessaire, mai 2024  (ISBN 978-2-2050-8994-3)
2. Tome 2/2 Un cœur sous une soutane, octobre 2024  (ISBN 978-2-2052-1130-6)

### Participations à des albums collectifs
- Boby Lapointe, collectif, Petit à Petit, 2001
- Mafia & Co. Ils se sont évadés, collectif, 12 bis, 2008
- A vous Cognacq-Jay !, Delcourt, 2010
- Galerie des Illustres, collectif, Dupuis, 2013
- Glénat, 50 ans l'album, collectif, Glénat, 2019
- Générations Astérix, collectif, Éditions Albert René, 2019

## Prix et distinctions
- 2008 : Nommé pour le Prix de la Meilleure BD adaptable au Forum International Cinéma & Littérature de Monaco pour Il était une fois en France, t. 1 : L'empire de monsieur Joseph, avec Fabien Nury[20].
- 2009 :
  -  Prix Saint-Michel du meilleur album francophone pour Il était une fois en France, t. 2 : Le Vol noir Des Corbeaux, avec Fabien Nury[21].
  - Meilleur album de l'année, aux BD Gest'Arts pour le tome 3 : Honneur et Police, avec Fabien Nury[22].
- 2010 : Prix des lecteurs de Le Parisien/Aujourd'hui en France, avec Fabien Nury[23].
- 2011 : Prix de la série du festival international de la bande dessinée d'Angoulême pour Il était une fois en France t. 4 : Aux Armes Citoyens!, avec Fabien Nury[24].
- 2012 :
  - Album d'Or Glénat (plus de 100 000 exemplaires vendus) pour Il était une fois en France, t. 1 : L'empire de monsieur Joseph, avec Fabien Nury[25].
  - Meilleur album de l'année aux BD Gest''Arts pour Il était une fois en France, t. 6 : La Terre Promise, avec Fabien Nury[26].
- 2013 :
  - DBD Awards de la meilleure série pour Il était une fois en France, avec Fabien Nury[27].
  - Nommé pour le Prix de la BD Fnac pour Il était une fois en France, t. 6 : La terre promise, avec Fabien Nury[28].
  -  Prix Saint-Michel du meilleur album francophone pour Il était une fois en France, t. 6 : La Terre promise, avec Fabien Nury[29].
- 2015 :
  - Grand Prix de l'affiche du Quai des Bulles (Saint-Malo)[30]
  -  Prix de la meilleure série de Lucca Comics and Games pour Il était une fois en France, avec Fabien Nury[31].
- 2017 :
  - Nommé pour le Prix de la BD Fnac, pour Katanga, t. 1 : Diamants, avec Fabien Nury[32].
  - Nommé pour le Prix des Libraires de Bandes dessinées pour Katanga, t. 1 : Diamants, avec Fabien Nury[33].
  - Finaliste du Prix Landerneau BD, pour Katanga, t. 1 : Diamants, avec Fabien Nury[34].
- 2018 : Album d'Or Glénat (plus d'un million d'exemplaires vendus) pour Il était une fois en France, avec Fabien Nury[25].
- 2019 : Meilleure série aux BD Gest'Arts 2019 pour Katanga, avec Fabien Nury[35].
- 2020 : Il était une fois en France élue « BD du siècle » selon Francetvinfo[36].
- 2021 :
  - Finaliste de Prix Landerneau de la BD, pour Tananarive, avec Mark Eacersall[37].
  - Prix BD RTL du mois (Septembre), pour Tananarive, avec Mark Eacersall[38].
  - Nommé pour le Prix des libraires de bande dessinée, pour Tananarive, avec Mark Eacersall[39].
- 2022 :
  - Meilleur Récit court de l'année aux BD Gest'Arts pour Tananarive, avec Mark Eacersall[40].
  - Prix Griffe Noire de la meilleure BD l'année pour Tananarive, avec Mark Eacersall[41].
  - Prix À l'ombre de la Tour d'Ivoire du Festival de Tours pour Tananarive, avec Mark Eacersall[42].
  - Prix du Meilleur Dessin du festival Chambéry BD pour Tananarive[43]
  - Prix Mission Culture du festival Chambéry BD pour Tananarive, avec Mark Eacersall[43].
  - Prix Voyage SNCF / À tours les bulles pour Tananarive, avec Mark Eacersall[44].
- 2023 :
  - Prix BD 2023 du réseau des bibliothèques de la Bretagne romantique pour Tananarive, avec Mark Eacersall[45].
  - Veau d'Or 2023 du festival BD "Des Planches et des Vaches" d'Hérouville-Saint-Clair[46].
  - Nommé pour le prix du Meilleur Album International en Danois aux PingPrisen 2023 de Copenhague, pour Tananarive, avec Mark Eacersall[47].
  - Prix des détenus et Prix spécial de la maison d'arrêt de Saint-Bieuc au festival Bulles à Croquer 2023, pour Tananarive, avec Mark Eacersall[48].
- 2024 :
  - Prix de la Meilleure BD Étrangère 2024 éditée au Portugal (Prémios de Banda Desenhada da Amadora (PBDA)) pour Tananarive, avec Mark Eacersall[49].
  - Finaliste de Prix Landerneau de la BD, pour Habemus Bastard, t. 1 avec Jacky Schwartzmann[50].
- 2025 :
  - Finaliste du prix Gotlib 2025, pour Habemus Bastard, t.1 et 2 avec Jacky Schwartzmann[51].
  - Prix du meilleur album étranger aux Greek Comics Awards 2025 du Comicdom Con d'Athènes pour Tananarive, avec Mark Eacersall[52].